# Redunca
Redunca è un genere di mammiferi artiodattili della famiglia Bovidae noti come redunche o antilopi dei canneti, presenti in Africa.

## Tassonomia
Comprende tre specie:
| Immagine | Nome scientifico                     | Nome comune         | Distribuzione |
| -------- | ------------------------------------ | ------------------- | --- |
|          | Redunca arundinum (Boddaert, 1785)   | redunca dei canneti | Gabon, Africa meridionale fino alla Tanzania a nord e all'Angola a ovest |
|          | Redunca fulvorufula (Afzelius, 1815) | redunca montana     | Suddivisa in tre popolazioni isolate in Camerun, Etiopia e in Africa meridionale |
|          | Redunca redunca (Pallas, 1767)       | redunca comune      | Benin, Burkina Faso, Burundi, Camerun, Repubblica Centro Africana, Chad, Repubblica Democratica del Congo, Etiopia, Gambia, Ghana, Guinea, Guinea-Bissau, Kenya, Mali, Mauritania, Niger, Nigeria, Ruanda, Senegal, Sudan, Tanzania, Togo e Uganda |